# Naucrates
Naucrates is een monotypisch geslacht van straalvinnige vissen uit de familie van horsmakrelen (Carangidae), orde baarsachtigen (Perciformes). 

## Soort
- Naucrates ductor (Linnaeus, 1758) – Loodsmannetje